# Leucadendron
Genre
Classification phylogénétique
Leucadendron est un genre de plantes à fleurs de la famille des Proteaceae. Il compte environ 80 espèces endémiques à l'Afrique du Sud où elles constituent une partie essentielle de la végétation du finbos.
Ce sont des arbustes ou de petits arbres à feuilles persistantes qui poussent de 1 à 16 m de hauteur. Les feuilles sont disposées en spirale, simples, entières, et généralement de couleur verte, souvent recouvertes d'une pruine cireuse, et dans le cas de Leucadendron argenteum, avec un aspect argenté dû aux poils denses et soyeux. Les fleurs sont regroupées en inflorescences denses, elles sont dioïques, c'est-à-dire avec des plantes mâles et femelles distinctes. Le fruit est un cône ligneux, contenant de nombreuses graines, la forme des graines est très variée et permettent de distinguer des sous-genres dans le genre. Quelques-uns comme la L. argenteum ont un parachute de cheveux soyeux, permettant à la graine d'être dispersée par le vent. Quelques-uns sont dispersés par les rongeurs et quelques-uns par les fourmis. Environ la moitié des espèces conservent leurs graines dans des cônes et ne les libèrent qu'après qu'un incendie ait tué la plante. Presque toutes les espèces se renouvelleront ainsi naturellement après les incendies.

## Espèces sélectionnées
| - Leucadendron album - Leucadendron arcuatum - Leucadendron argenteum - Leucadendron barkerae - Leucadendron bonum - Leucadendron brunioides - Leucadendron burchellii - Leucadendron cadens - Leucadendron chamelaea - Leucadendron cinereum - Leucadendron comosum - Leucadendron concavum - Leucadendron conicum - Leucadendron coniferum - Leucadendron cordatum - Leucadendron coriaceum - Leucadendron corymbosum - Leucadendron cryptocephalum - Leucadendron daphnoides - Leucadendron diemontianum - Leucadendron discolor - Leucadendron dregei - Leucadendron dubium - Leucadendron elimense - Leucadendron ericifolium - Leucadendron eucalyptifolium - Leucadendron flexuosum - Leucadendron floridum | - Leucadendron foedum - Leucadendron galpinii - Leucadendron gandogeri - Leucadendron glaberrimum - Leucadendron globosum - Leucadendron grandiflorum - Leucadendron gydoense - Leucadendron immoderatum - Leucadendron lanigerum - Leucadendron laureolum - Leucadendron laxum - Leucadendron levisanus - Leucadendron linifolium - Leucadendron loeriense - Leucadendron loranthifolium - Leucadendron macowanii - Leucadendron meridianum - Leucadendron meyerianum - Leucadendron microcephalum - Leucadendron modestum - Leucadendron muirii - Leucadendron nervosum - Leucadendron nitidum - Leucadendron nobile - Leucadendron olens - Leucadendron orientale - Leucadendron osbornei - Leucadendron platyspermum - Leucadendron pondoense | - Leucadendron procerum - Leucadendron pubescens - Leucadendron pubibracteolatum - Leucadendron radiatum - Leucadendron remotum - Leucadendron roodii - Leucadendron rourkei - Leucadendron rubrum - Leucadendron salicifolium - Leucadendron salignum - Leucadendron sericeum - Leucadendron sessile - Leucadendron sheilae - Leucadendron singulare - Leucadendron sorocephalodes - Leucadendron spirale - Leucadendron spissifolium - Leucadendron stellare - Leucadendron stelligerum - Leucadendron strobilinum - Leucadendron teretifolium - Leucadendron thymifolium - Leucadendron tinctum - Leucadendron tradouwense - Leucadendron uliginosum - Leucadendron verticillatum - Leucadendron xanthoconus |

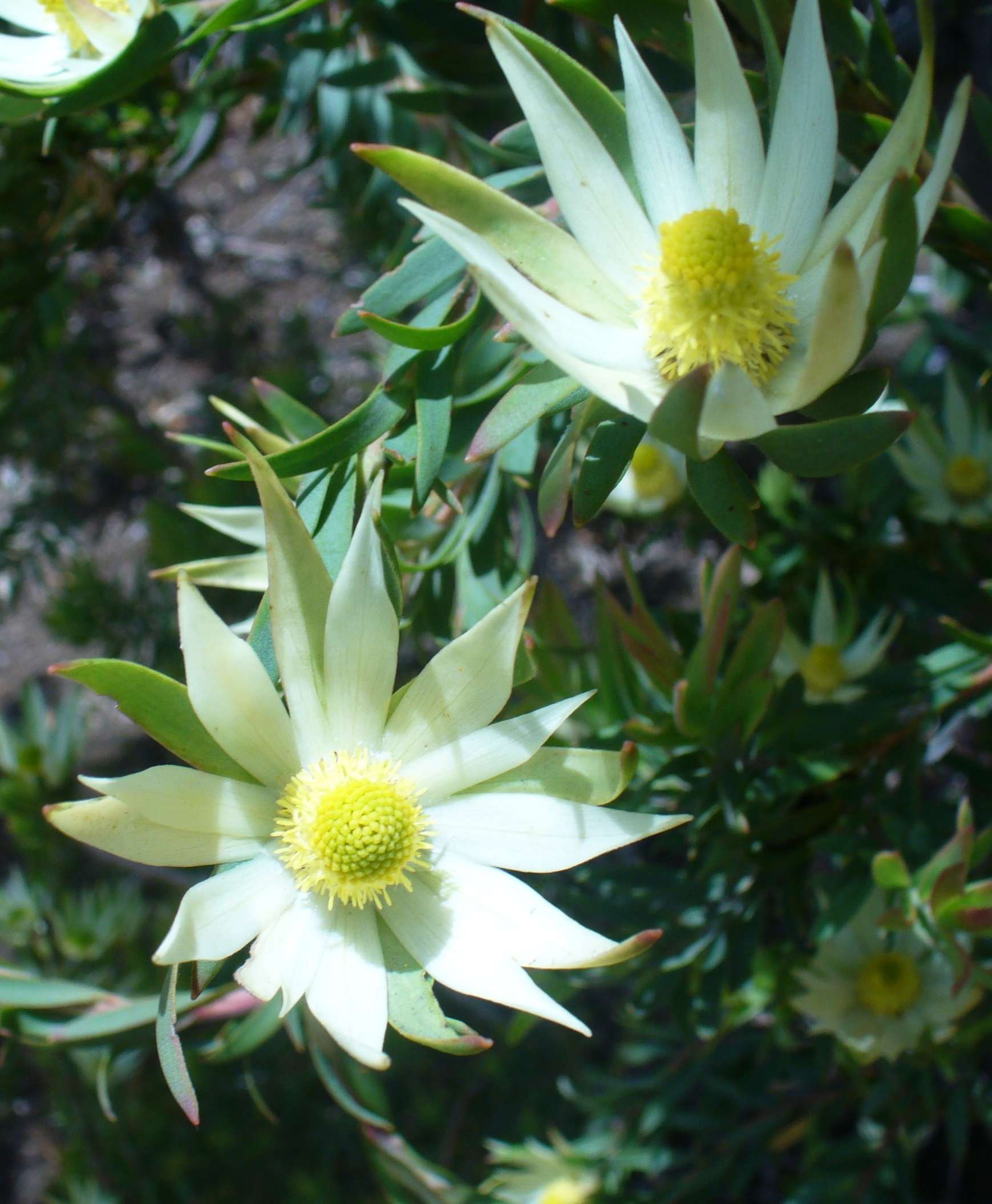
Leucadendron loeriense.
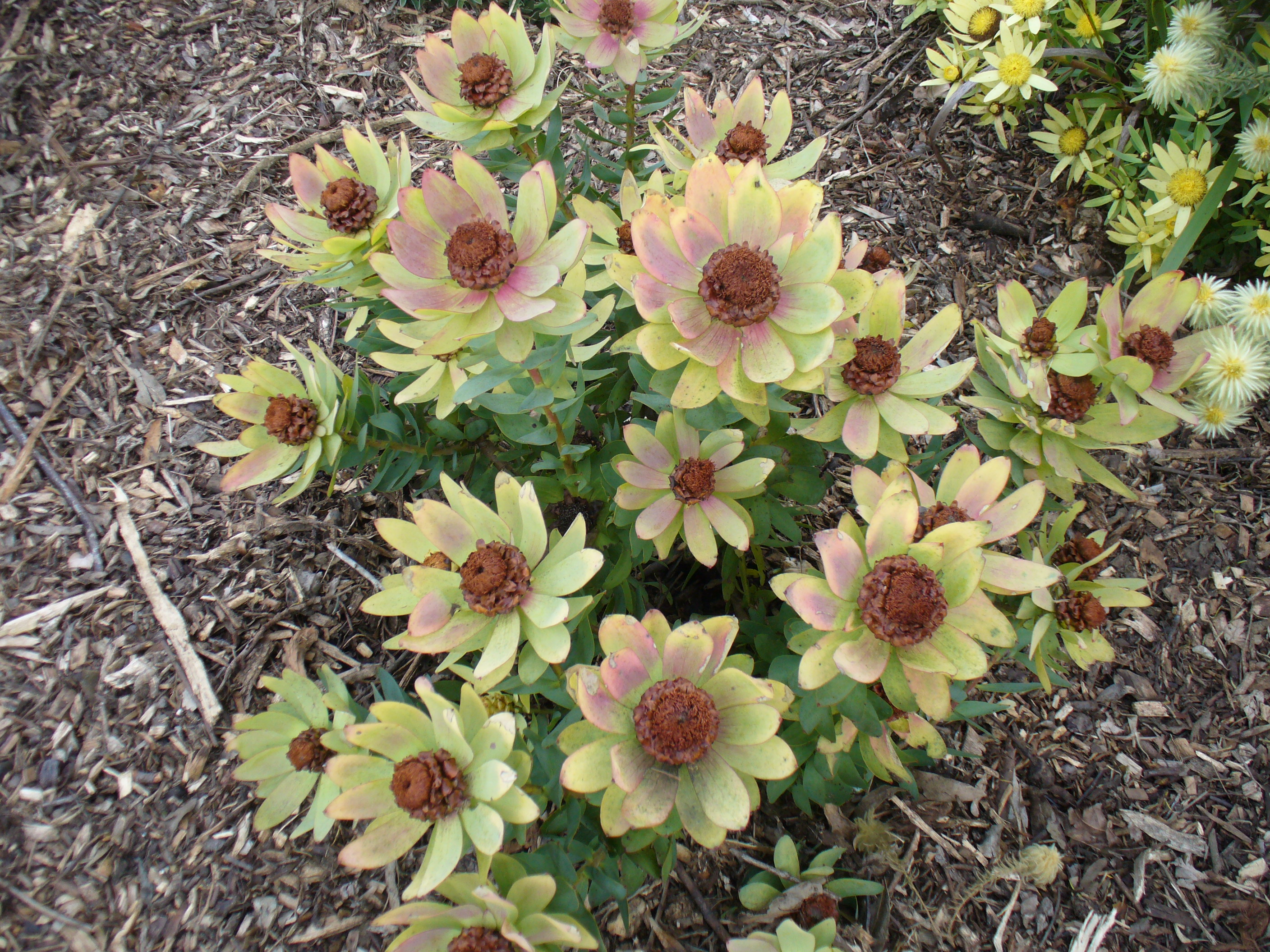
Leucadendron tinctum.